# Amblyeleotris harrisorum
Amblyeleotris harrisorum es una especie de peces de la familia de los Gobiidae en el orden de los Perciformes.

## Distribución geográfica
Se encuentra en Kiribati. 

## Observaciones
Es inofensivo para los humanos. 